# 10월 9일
10월 9일은 그레고리력으로 한글날이자 282번째(윤년일 경우 283번째) 날이다.

## 사건
- 1900년 - 알래스카 주에서 규모 8.2의 지진 발생하였다.
- 1907년 - 일본 제국 헌병이 조선의 경찰권을 장악하다.
- 1945년 - 군정기: 미군정청, 치안유지법 등 12개 일제악법 폐지.
- 1955년 - 제2차 세계 대전 때 생포돼 소련에 억류됐던 마지막 독일군 포로 전원 석방.
- 1965년 - 한국군 첫 전투부대가 베트남에 도착했다.
- 1975년 - 소비에트 연방 핵물리학자 안드레이 사하로프, 소련인으로는 최초로 노벨 평화상수상
- 1976년 - 화궈펑, 중국 공산당 주석에 임명
- 1983년 - 아웅산 묘소 폭파암살 사건: 전두환 대통령이 미얀마(당시 버마)를 방문 중에 폭탄 테러가 발생하여 서석준 부총리 등 17명이 순직하고 15명이 부상당하다.
- 1988년 - 서초동 꽃마을에 화재, 이재민 1천 500여 명 발생했다.
- 1991년 - 전노협, 업종회의 등을 주축으로 한 'ILO 기본조약 비준과 노동법 개정을 위한 전국노동자공동대책위원회(이하 ILO공대위)'가 결성되었다.
- 1992년 - 노태우 대통령은 현승종을 총리직에 앉히는 등 중립내각 개편을 단행하였다.
- 2006년 - 북한 핵실험: 북한이 오전 10시 35분경 함경북도 화포리에서 핵실험을 실시하다.

## 문화
- 1446년 - 조선: 세종대왕, 훈민정음 반포[1][2]
- 1874년 - 만국우편연합(UPU), 스위스 베른에서 발족.
- 1888년 - 그 당시 가장 높은 건물이었던 워싱턴 기념탑이 공개되다.
- 1901년 - 대한제국, 빈민구휼을 위한 혜민원 설치되었다.
- 1957년 - 한글학회, 《우리말 큰사전》(전6권) 30년 만에 완간.
- 1984년 - KBO 리그 한국시리즈 7차전에서 롯데 자이언츠가 삼성 라이온즈를 6대 4로 꺾고 시리즈 전적 4승 3패로 1982년 창단 이후 2년만에 통산 1번째 우승을 달성하였다.
- 1989년
  - MBC TV에서 엄기영님 앵커, 평일 MBC 뉴스데스크 첫 방송. (첫 번째)
  - 일본에서 마쿠하리 멧세가 완공되었다.
- 1994년 - 황영조 선수가 일본 히로시마 아시안게임 마라톤서 우승.
- 2001년 - 제8차 아시아·태평양 대학총장회의 서울에서 개최.
- 2002년 - K리그 최초의 시민구단 대구 FC 창단.
- 2006년 - tvN이  개국되었다.
- 2010년 - 서울 여의도에서 약 120만명이 운집한 가운데 서울세계불꽃축제가 열렸다.
- 2012년
  - 대한민국 부산광역시에서의 지상파 아날로그 텔레비전 방송이 종료되었다.
  - 마이크로소프트에서 마이크로소프트 오피스 2007의 메인스트림 지원을 중단했다.
- 2013년 - 한글날이 23년 만에 공휴일로 재지정되었다.
- 2021년 - 보이그룹 백퍼센트가 데뷔 9년 만에 공식 해체하였다.

## 탄생
- 1757년 - 프랑스의 왕 샤를 10세. (~1836년)
- 1835년 - 프랑스의 작곡가 카미유 생상스. (~1921년)
- 1859년 - 프랑스의 군인 알프레드 드레퓌스. (~1935년)
- 1873년 - 독일의 천문학자 카를 슈바르츠실트. (~1916년)
- 1879년 - 독일의 물리학자 막스 폰 라우에. (~1960년)
- 1900년
  - 영국의 배우 알라스테어 심. (~1976년)
  - 아이티 공화국의 멀리뛰기 육상 선수 실비오 카토르. (~1952년)
- 1925년 - 아르헨티나의 정치인 에밀리오 에두아르도 마세라. (~2010년)
- 1926년 - 대한민국의 정치인, 호는 귀범(歸帆). 제6·8·9·10대 국회의원 신형식. (~1991년)
- 1931년 - 대한민국의 정치인 이동진. (~1997년)
- 1933년 - 영국의 물리학자 피터 맨스필드. (~2017년)
- 1935년 - 대한민국의 야구 선수 김진영. (~2020년)
- 1938년 - 오스트리아의 대통령 하인츠 피셔.
- 1940년 - 영국의 대중음악가 존 레논. (비틀즈) (~1980년)
- 1947년
  - 미국의 기업인, 사업가 잭 휘태커. (~2020년)
  - 프랑스의 가수 프랑스 갈. (2018년~)
- 1950년 - 미국의 사회운동가 겸 교사 조디 윌리엄스.
- 1951년 - 미국의 배우, 각본가 로버트 월.
- 1957년
  - 대한민국의 성우 장세준. (~1997년)
  - 대한민국의 공무원 라승용.
- 1958년 - 우크라이나의 기업인, 정치인 유리 보이코.
- 1959년
  - 대한민국의 작곡가, 음악감독 방용석.
  - 러시아의 정치인 보리스 넴초프. (~2015년)
- 1960년 - 일본의 문예평론가 후쿠다 가즈야. (~2024년)
- 1962년
  - 대한민국의 트로트 가수 유미.
  - 대한민국의 공무원 노형욱.
  - 아르헨티나의 축구 선수 호르헤 부루차가.
  - 영국의 육상 선수 피터 엘리엇.
- 1963년
  - 대한민국의 정치인 김선동.
  - 스페인의 전 축구 선수 보로.
- 1964년
  - 대한민국의 기업인 윤석민.
  - 멕시코의 영화 감독 기예르모 델 토로.
- 1966년
  - 대한민국의 전 야구 선수 하득인.
  - 영국의 총리 데이비드 캐머런.
- 1967년
  - 대한민국의 정치인 구자근.
  - 미국의 프로레슬링 선수 에디 게레로. (~2005년)
- 1968년 - 대한민국의 야구 선수 정회열.
- 1969년
  - 영국의 영화감독 스티브 매퀸.
  - 영국의 음악가 PJ 하비.
  - 대한민국의 희극인 이태식.
  - 대한민국의 배우 김민수.
- 1970년 - 대한민국의 영화배우, 영화감독 박재현.
- 1971년 - 대한민국의 아나운서 이규봉.
- 1972년
  - 대한민국의 정치인 박홍배.
  - 대한민국의 배우 이창.
  - 일본의 가수 나가노 히로시. (V6)
  - 일본의 성우 미야타 코우키.
- 1973년
  - 이탈리아의 가수 파비오 리오네.
  - 온두라스의 전 축구 선수 카를로스 파본.
- 1974년 - 대한민국의 배우 윤태영.
- 1975년
  - 미국의 가수 숀 레논.
  - 오스트리아의 축구 선수 마크 비두카.
- 1976년 - 대한민국의 인권운동가 임태훈.
- 1978년
  - 대한민국의 성우 심승한.
  - 아일랜드의 가수 니키 번.
- 1979년
  - 대한민국의 희극인 유민상.
  - 미국의 배우 브랜던 라우스.
- 1980년 - 대한민국의 가수 아리.
- 1981년
  - 일본의 전 축구 선수 이케다 마사히로.
  - 슬로베니아의 유도 선수 우르슈카 졸니르.
  - 프랑스의 전 축구 선수 가엘 지베.
  - 중화민국의 중국국민당 당원 리보이.
- 1982년
  - 대한민국의 쇼트트랙 선수 오세종. (~2016년)
  - 카메룬의 축구 선수 모데스트 음바미. (~2023년)
- 1983년
  - 대한민국의 야구 선수 이병규.
  - 대한민국의 역도 선수 장미란.
- 1984년
  - 대한민국의 기상 캐스터 추혜정.
  - 대한민국의 야구 선수 임준혁.
  - 대한민국의 전직 리브 오브 스타크래프트 프로게이머 박성준.
  - 일본의 전 축구 선수 오카모토 류노스케.
- 1985년
  - 대한민국의 성우 임윤선.
  - 대한민국의 가수 손혜림.
- 1986년 - 대한민국의 건설던트 정지민.
- 1987년
  - 대한민국의 현대 무용가 임샛별.
  - 대한민국의 전 가수, 레이싱 모델 우주안.
- 1988년 - 대한민국의 쇼트트랙 스피드 스케이팅 선수 김태훈.
- 1989년
  - 대한민국의 레이싱 모델 서윤아.
  - 대한민국의 레이싱 모델 한민지.
- 1990년
  - 대한민국의 야구 선수 양종민.
  - 대한민국의 뮤지컬 배우 박가람.
- 1991년 - 미국의 배우 켈시 차우.
- 1992년
  - 대한민국의 축구 선수 박용지.
  - 대한민국에 활동하고 있는 튀르키예 방송인 이렘 츠라이.
- 1993년
  - 대한민국의 배우, 모델 김지은.
  - 웨일스의 축구 선수 조니 윌리엄스.
- 1994년
  - 대한민국의 배우 박지훈.
  - 나이지리아의 축구 선수 아시사트 오쇼알라.
- 1995년 - 대한민국의 스피드 스케이팅 선수 김준호.
- 1996년 - 미국의 모델 벨라 하디드.
- 1997년 - 대한민국의 전 가수, 배우 주세빈.
- 1998년
  - 일본의 가수 키타가와 료하.
  - 일본의 배우 츠네마츠 유리.
  - 미국의 배우 이저벨라 아마라.
  - 잠비아의 축구 선수 팻슨 다카.
- 1999년 - 대한민국의 골퍼 이가영.
- 2000년
  - 일본의 권투 선수 이리에 세나.
  - 대한민국의 가수 한담.
- 2001년 - 대한민국의 배우, 방송인 박시진.
- 2002년 - 대한민국의 배우 최민영.
- 2011년 - 대한민국의 배우 김하린.

## 사망
- 1615년 - 조선의 한의사 허준. (1539년~)
- 1855년 - 캐나다의 사업가 토머스 맥케이. (1792년~)
- 1943년 - 노벨물리학상 수상자 피터르 제이만. (1805년~)
- 1951년 - 대한민국의 역사학자 김성칠. (1913년~)
- 1958년 - 제260대 로마의 교황 교황 비오 12세. (1876년~)
- 1967년
  - 쿠바의 혁명가, 정치인 체 게바라. (1928년~)
  - 프랑스의 소설가, 언론인 앙드레 모루아. (1885년~)
  - 미국의 정치인 노먼 S. 케이스. (1888년~)
- 2016년 - 폴란드의 영화감독 안제이 바이다. (1926년~)
- 2017년 - 대한민국의 의학자, 기업인 정재원. (1917년~)
- 2018년 - 미국의 생화학자, 연구원 토머스 A. 스타이츠. (1940년~)
- 2019년
  - 대한민국의 소설가, 국문학자 구인환. (1929년~)
  - 러시아의 우주비행사 알렉세이 레오노프. (1934년~)
- 2021년 - 이란의 태통령, 정치인 아볼하산 바니사드르. (1933년~)
- 2023년 - 미국의 사업가, 자선가 척 피니. (1931년~)
- 2024년
  - 인도의 산업가, 기업인 라탄 타타. (1937년~)
  - 핀란드의 지휘자, 작곡가 레이프 세게르스탐. (1944년~)
  - 독일의 축구 선수 디터 부르덴스키. (1950년~)
  - 그리스의 축구 선수 조지 볼독. (1993년~)

## 기념일
- 대한민국: 한글날 (공휴일) - 2013년부터 공휴일로 다시 지정. 국경일이 되기 전에는 1949년부터 1990년까지 공휴일이었음.

## 같이 보기
- 전날: 10월 8일 다음날: 10월 10일 - 전달: 9월 9일 다음달: 11월 9일
- 음력: 10월 9일
- 모두 보기